# مارتن چالینگی
مارتن چالینگی (هلندی: Maarten Tjallingii؛ زادهٔ ۵ نوامبر ۱۹۷۷) دوچرخه‌سوار اهل هلند است.
از باشگاه‌هایی که در آن رکاب زده‌است می‌توان به تیم لوتوان‌ال–یومبو و تیم سانوب اشاره کرد.